# Puya retrorsa
Puya retrorsa är en gräsväxtart som beskrevs av Amy Jean Gilmartin. Puya retrorsa ingår i släktet Puya och familjen Bromeliaceae. IUCN kategoriserar arten globalt som livskraftig.
Artens utbredningsområde är Ecuador. Inga underarter finns listade i Catalogue of Life.